# Janakal, Hosadurga
Janakal là một làng thuộc tehsil Hosadurga, huyện Chitradurga, bang Karnataka, Ấn Độ.